# Списак насељених места у Француској: W
| A \| B \| C \| D \| E \| F \| G \| H \| I \| J \| K \| L \| M \| N \| O \| P \| Q \| R \| S \| T \| U \| V \| W \| X \| Y \| Z \| É |

- Waben
- Wacquemoulin
- Wacquinghen
- Wadelincourt
- Wagnon
- Wahagnies
- Wahlbach
- Wahlenheim
- Wail
- Wailly
- Wailly-Beaucamp
- Walbach
- Walbourg
- Waldersbach
- Waldhambach
- Waldhouse
- Waldighofen
- Waldolwisheim
- Waldweistroff
- Waldwisse
- Walheim
- Walincourt-Selvigny
- Wallers
- Wallers-Trélon
- Wallon-Cappel
- Walschbronn
- Walscheid
- Waltembourg
- Waltenheim
- Waltenheim-sur-Zorn
- Waly
- Wambaix
- Wambercourt
- Wambez
- Wambrechies
- Wamin
- Wanchy-Capval
- Wancourt
- Wandignies-Hamage
- Wangen
- Wangenbourg-Engenthal
- Wannehain
- Wanquetin
- Warcq (Ardennes)
- Warcq (Meuse)
- Wardrecques
- Wargemoulin-Hurlus
- Wargnies
- Wargnies-le-Grand
- Wargnies-le-Petit
- Warhem
- Warlaing
- Warlencourt-Eaucourt
- Warlincourt-lès-Pas
- Warloy-Baillon
- Warluis
- Warlus (Pas-de-Calais)
- Warlus (Somme)
- Warluzel
- Warmeriville
- Warneton
- Warnécourt
- Warsy
- Warvillers
- Wasigny
- Wasnes-au-Bac
- Wasquehal
- Wasselonne
- Wasserbourg
- Wassigny
- Wassy
- Wast
- Watigny
- Watronville
- Watten
- Wattignies
- Wattignies-la-Victoire
- Wattrelos
- Wattwiller
- Wavignies
- Waville
- Wavrans-sur-Ternoise
- Wavrans-sur-l'Aa
- Wavrechain-sous-Denain
- Wavrechain-sous-Faulx
- Wavrille
- Wavrin
- Waziers
- WeSaint-Cappel
- Weckolsheim
- Wegscheid
- Weinbourg
- Weislingen
- Weitbruch
- Weiterswiller
- Welles-Pérennes
- Wemaers-Cappel
- Wentzwiller
- Werentzhouse
- Wervicq-Sud
- Westhalten
- Westhoffen
- Westhouse
- Westhouse-Marmoutier
- Westrehem
- Wettolsheim
- Weyer
- Weyersheim
- Wickerschwihr
- Wickersheim-Wilshausen
- Wicquinghem
- Wicres
- Widehem
- Widensohlen
- Wiencourt-l'Equipée
- Wierre-Effroy
- Wierre-au-Bois
- Wiesviller
- Wignehies
- Wignicourt
- Wihr-au-Val
- Wildenstein
- Wildersbach
- Willeman
- Willems
- Willencourt
- Willer
- Willer-sur-Thur
- Willeroncourt
- Willerval
- Willerwald
- Willgottheim
- Williers
- Willies
- Wilwisheim
- Wimereux
- Wimille
- Wimmenau
- Wimy
- Windstein
- Wingen
- Wingen-sur-Moder
- Wingersheim
- Wingles
- Winkel
- Winnezeele
- Wintersbourg
- Wintershouse
- Wintzenbach
- Wintzenheim
- Wintzenheim-Kochersberg
- Wirwignes
- Wiry-au-Mont
- Wisches
- Wisembach
- Wiseppe
- Wismes
- Wisques
- Wissant
- Wissembourg
- Wissignicourt
- Wissous
- Witry-lès-Reims
- Wittelsheim
- Wittenheim
- Witternesse
- Witternheim
- Wittersdorf
- Wittersheim
- Wittes
- Wittisheim
- Wittring
- Wiwersheim
- Wizernes
- Wiège-Faty
- Woelfling-lès-Sarreguemines
- Woignarue
- Woimbey
- Woincourt
- Woippy
- Woirel
- Wolfersdorf
- Wolfgantzen
- Wolfisheim
- Wolfskirchen
- Wolschheim
- Wolschwiller
- Wolxheim
- Wormhout
- Woustviller
- Woël
- Wuenheim
- Wuisse
- Wulverdinghe
- Wylder
- Wœrth

| A \| B \| C \| D \| E \| F \| G \| H \| I \| J \| K \| L \| M \| N \| O \| P \| Q \| R \| S \| T \| U \| V \| W \| X \| Y \| Z \| É |